# Jardín Botánico de la Universidad de Génova

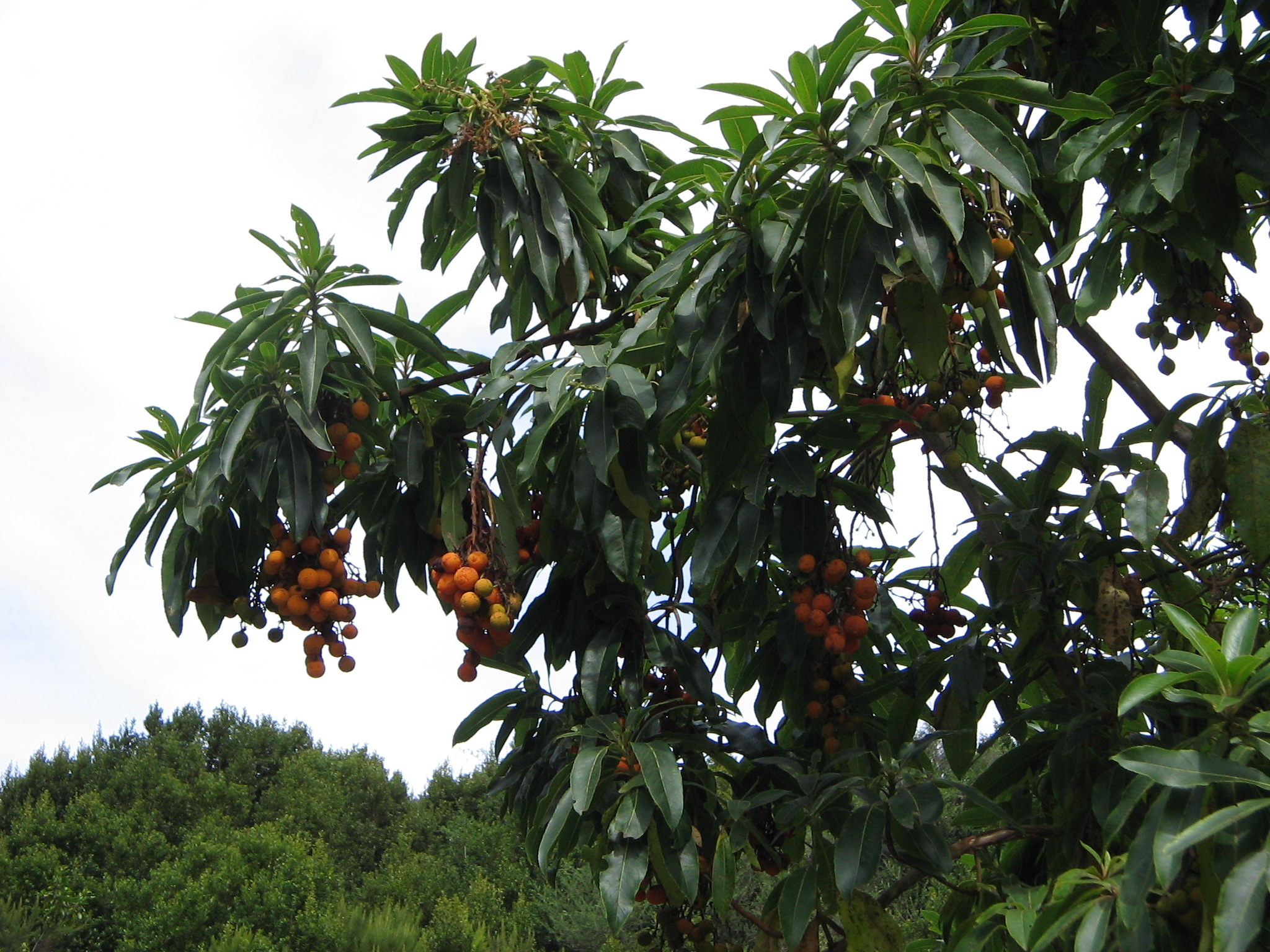
Hojas y frutos de Arbutus canariensis, una de las plantas presentes en el jardín botánico.

El Jardín Botánico de la Universidad de Génova (en italiano: Orto Botanico dell'Università di Genova también conocido como Orto Botanico di Genova) es un jardín botánico de 1 hectárea de extensión que depende administrativamente de la Universidad de Génova, en Génova, Italia. Presenta trabajos para la "International Agenda Registrant". Su código de reconocimiento internacional como institución botánica, así como las siglas de su herbario es ORTO.

## Localización
Orto Botanico dell'Università di Genova 1M I - 16136 -Génova, Provincia de Génova, Liguria, Italia.44°24′25.1994″N 8°56′2.0394″E / 44.406999833, 8.933899833
Está abierto todos los días laborables del año. La entrada es gratuita.

## Historia
El jardín botánico fue creado en 1803 por el Profesor Domenico Viviani en la antigua finca del Colégio de los Jesuitas de San Jerome en Balbi. 
En el año 1819 tenía un catálogo de 1011 taxones, de los cuales el 60% eran plantas medicinales de Europa. 
Su extensión fue agrandada con un añadido de 4 000 m² con dos nuevas terrazas en 1835. El primer gran invernadero fue construido en 1859, y en 1865 fueron comprados unos terrenos adicionales hasta conformar el actual jardín con una extensión de unos 10,000 m².

## Colecciones
Actualmente alberga unos 4000 especímenes, representando unos 2000 taxones. Algunos de ellos cuentan con una centuria de edad o más, e incluye unos buenos ejemplares de Cedrus libani, Cupressus sempervirens, Firmiana simplex, Gleditsia triacanthos, y Sequoia sempervirens, además de Angiopteris evecta, Arbutus canariensis, Cibotium regale, Cibotium schiedei, Diospyros kaki, Ginkgo biloba, Peumus boldus, Phoenix canariensis, Phytolacca dioica, Quercus laurifolia, y Washingtonia filifera.
El jardín tiene seis invernaderos con unos 1,000 m² distribuidos en tres niveles en los que se exhiben: 
- Colección de helechos;
- Plantas tropicales incluyendo 25 variedades de Ficus y una Ravenala madagascariensis;
- Plantas acuáticas tropicales;
- Plantas suculentas, incluyendo 30 especies de Euphorbias;
- Plantas herbáceas, incluyendo Bromeliaceae y Orchidaceae;
- Colección de Cycadaceae.